# Смольник (річка)
Смольник (пол. Smolnik (dopływ Dunajca)) — гірська річка в Польщі, у Лімановському й Новосондецькому повітах Малопольського воєводства. Ліва притока Дунайця, (басейн Балтійського моря).

## Опис
Довжина річки 16 км, падіння річки 432 м, похил річки 27 м/км, найкоротша відстань між витоком і гирлом — 12,18 км, коефіцієнт звивистості річки — 1,32. Формується притоками, багатьма безіменними потоками та частково каналізована. На річці зроблено багато кам'яних загат.

## Розташування
Бере початок на південно-східних схилах гори Салаш (909м) на висоті 700 м над рівнем моря у селі Пісажова (гміна Ліманова). Тече переважно на південний схід через Менцину, Хомраниці, Воля-Марцинковська , Кленчани, Марцинковіце і у селі Курув впадає у річку Дунаєць, праву притоку Вісли.

## Притоки
- Буковець, Клоднянка (ліві); Тшетшевянка (права).

## Цікавий факт
- У селі Марцинковіце річку перетинає залізниця на дільниці Ліманова — Новий Сонч.
- На правому березі річки проходить автошлях  28.
- Понад річкою пролягають туристичні шляхи, яки на мапі туристичній позначають кольором: жовний (Скшентля-Роювка — Каплиця милосердя Божого — Марцинковіце); червоним (Марцинковіце — Бічице-Гурне).